# 康弗斯 (印地安納州布萊克福德縣)
康弗斯（英語：Converse）是位於美國印地安納州布萊克福德縣的一個非建制地區。該地的面積和人口皆未知。

## 地理
康弗斯的座標為40°23′22″N 85°14′41″W / 40.38944°N 85.24472°W，而該地的平均海拔高度為282米（即925英尺）。